# Diarmaid’s Grave

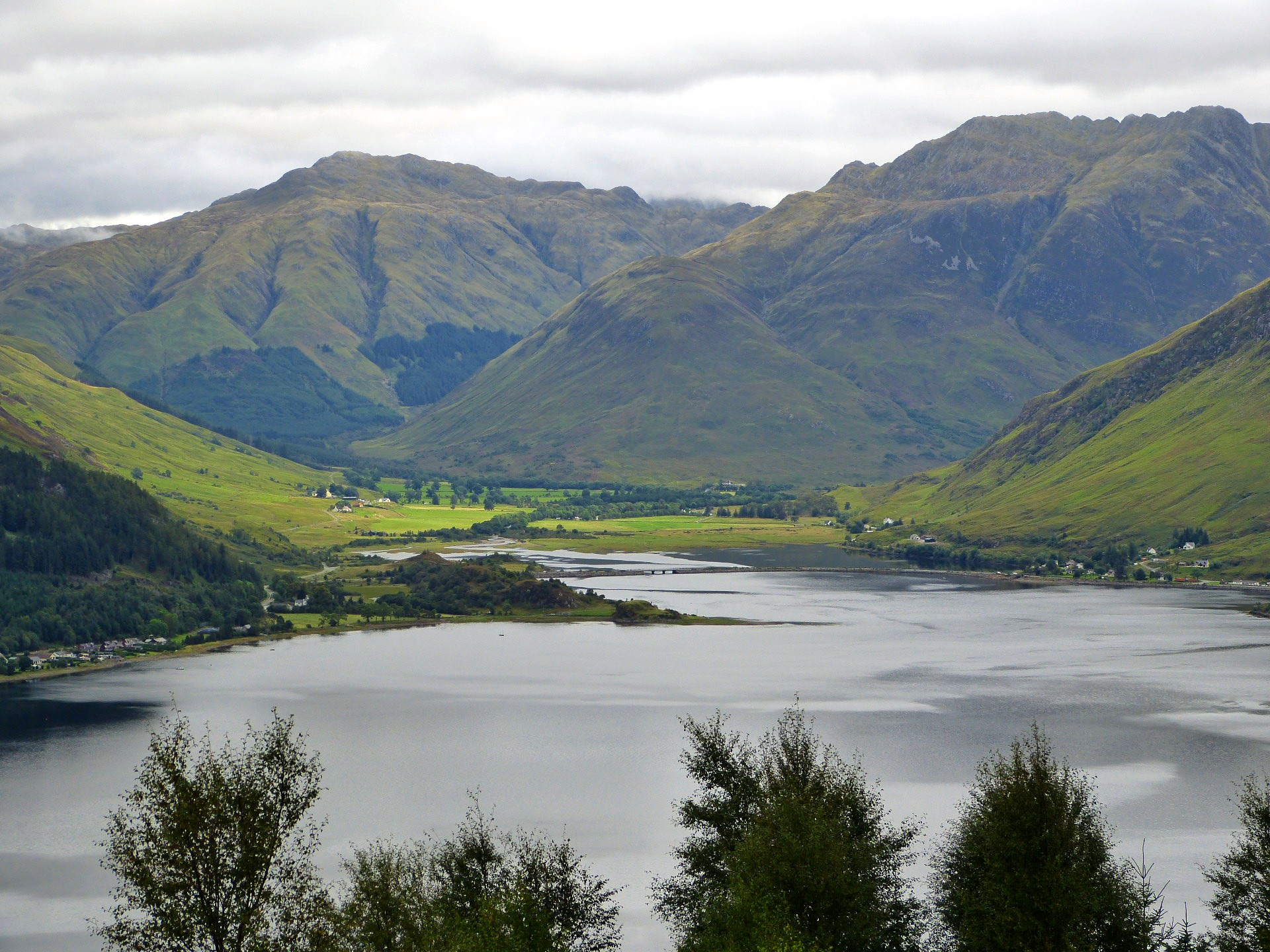
Landzunge der Steinsetzung

Diarmaid’s Grave (schottisch-gälisch Uaigh Diarmaid) ist eine Steinsetzung auf einer Landzunge am inneren Ende des Loch Duich in der Nähe des alten Pfarrhauses von Kintail bei Inverinate in den schottischen Highlands.
Die Nordwest-Südost orientierte Steinsetzung bildet im Abstand von 2,5 m zwei parallele Reihen von etwa 9,0 m Länge. William Lockhart Bogle (1857–1900), der in den 1890er Jahren die Steinsetzung aufsuchte, identifizierte noch 20 große Steine von etwa 2,0 Meter Länge, von denen in der Folge fünf entfernt wurden. Im Jahr 1974 waren 13 der Steine sichtbar. 2007 wurden zum Teil verdeckt durch die Vegetation jedoch wieder 15 Steine identifiziert.
Lockhart Bogle berichtete Ende des 20. Jahrhunderts von einer lokalen Überlieferung, nach der die Steine das Grab des Sagenhelden Diarmaid sind, das jedoch an vielen Stellen verortet wird.
Canmore nahm an, dass die Anlage ein Wikinger- oder Schiffsgrab ist, da die Steinsetzung von Rubha Langanes auf der Insel Canna ursprünglich für ein Wikingergrab gehalten wurde.
Etwas südlich liegt das Hillfort „Dunan Diarmaid“ und östlich die Felsritzungen „Croe Bridge, Lienassie und Tigh Geal“.